# Giovanni Martorana
Giovanni Martorana (Palermo, 2 luglio 1962 – Monreale, 21 dicembre 2018) è stato un attore italiano.

## Biografia
Attore di teatro, prende parte al cinema a numerosi film come Malèna nel 2000 con la regia di Giuseppe Tornatore, La meglio gioventù nel 2003 con la regia di Marco Tullio Giordana e nel 2005 recita in Quando sei nato non puoi più nasconderti con la regia di Marco Tullio Giordana. Nel 2009 recita nel film La matassa con la regia di Giambattista Avellino e Ficarra e Picone e nella fiction di successo L'onore e il rispetto - Parte seconda, al fianco di attori come Ben Gazzara, Ángela Molina e Vincent Spano. Nel 2010 recita nella serie televisiva  Squadra antimafia - Palermo oggi 2 con la regia di Beniamino Catena.
Il suo corpo senza vita viene ritrovato il 23 dicembre 2018 nel suo appartamento di Monreale; probabilmente già morto da un paio di giorni, si presuppone sia deceduto a causa dell'inalazione di fumi tossici provenienti da una stufa a legna che aveva in casa.

## Filmografia

### Cinema
- I cento passi, regia di Marco Tullio Giordana (2000)
- Malèna, regia di Giuseppe Tornatore (2000)
- La meglio gioventù, regia di Marco Tullio Giordana (2003)
- Il latitante, regia di Ninì Grassia (2003)
- Quando sei nato non puoi più nasconderti, regia di Marco Tullio Giordana (2005)
- Shooting Silvio, regia di Berardo Carboni (2006)
- Io, l'altro, regia di Mohsen Melliti (2007)
- I demoni di San Pietroburgo, regia di Giuliano Montaldo (2008)
- La matassa, regia di Giambattista Avellino, Ficarra e Picone (2009)
- Baarìa, regia di Giuseppe Tornatore (2009)
- Mi chiamo Paoluccio, cortometraggio, regia di Alfio D'Agata (2009)
- Vento di Sicilia, regia di Carlo Fusco (2012)
- Gli intrepidi, regia di Giovanni Cioni (2012)
- Amiche da morire,  regia di Giorgia Farina (2013)
- Pitza e datteri,  regia di Fariborz Kamkari (2015)
- Una storia senza nome,  regia di Roberto Andò (2018)

### Televisione
- Le voyage de Louisa - film TV (2005)
- L'ultimo padrino - film TV (2008)
- Squadra antimafia - Palermo oggi - serie TV, 5 episodi (2010)